# Kovářská
Kovářská (jusqu'en 1947 : Šmídeberken ; en allemand : Schmiedeberg) est une commune du district de Chomutov, dans la région d'Ústí nad Labem, en Tchéquie. Sa population s'élevait à 996 habitants en 2021.

## Géographie
Kovářská se trouve au centre des monts Métallifères, dans la vallée de Černý Potok ou Cerna Voda (en allemand : Tal des Schwarzwassers, « vallée de l'eau noire »), au sud-ouest du mont Velký Špičák (en allemand : Großer Spitzberg), qui culmine à 965 m d'altitude.
Le village est situé à 26 km à l'ouest de Chomutov, à 75 km au sud-ouest d'Ústí nad Labem et à 107 km au nord-ouest de Prague.
La commune est limitée par Kryštofovy Hamry au nord et à l'est, par Měděnec au sud-est, et par Perštejn au sud, par Loučná pod Klínovcem au sud-ouest et par Vejprty à l'ouest.

## Histoire
Schmiedeberg fut fondée au XIVe siècle comme ville de marché. Sa prospérité reposa longtemps sur l'exploitation du minerai de fer. Au XVIIIe siècle, des hauts-fourneaux étaient en activité dans les environs, mais leur consommation de charbon de bois entraîna une déforestation massive des monts Métallifères.

## Patrimoine
Anciennes forges

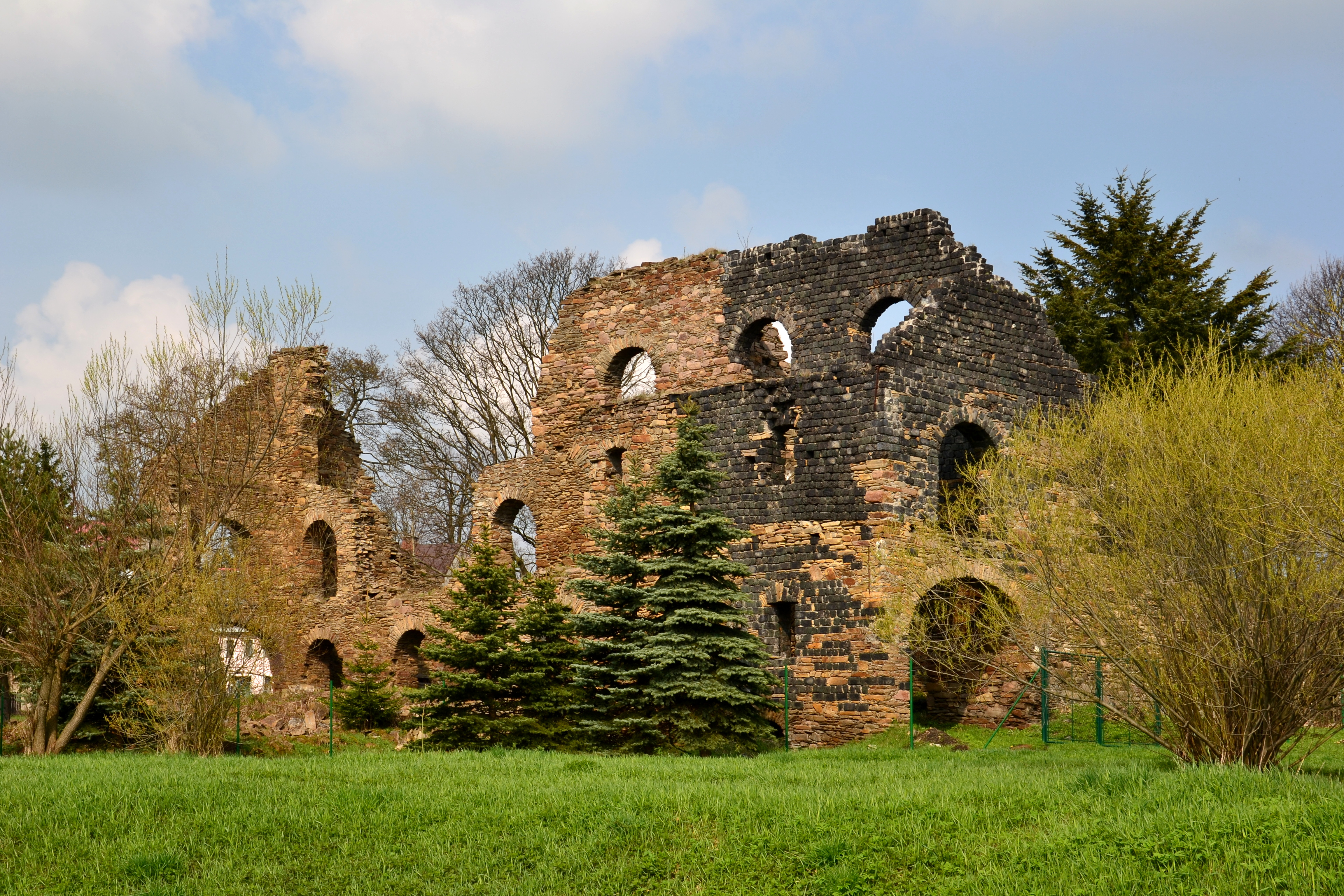
Kovářská : ruines des anciennes forges.
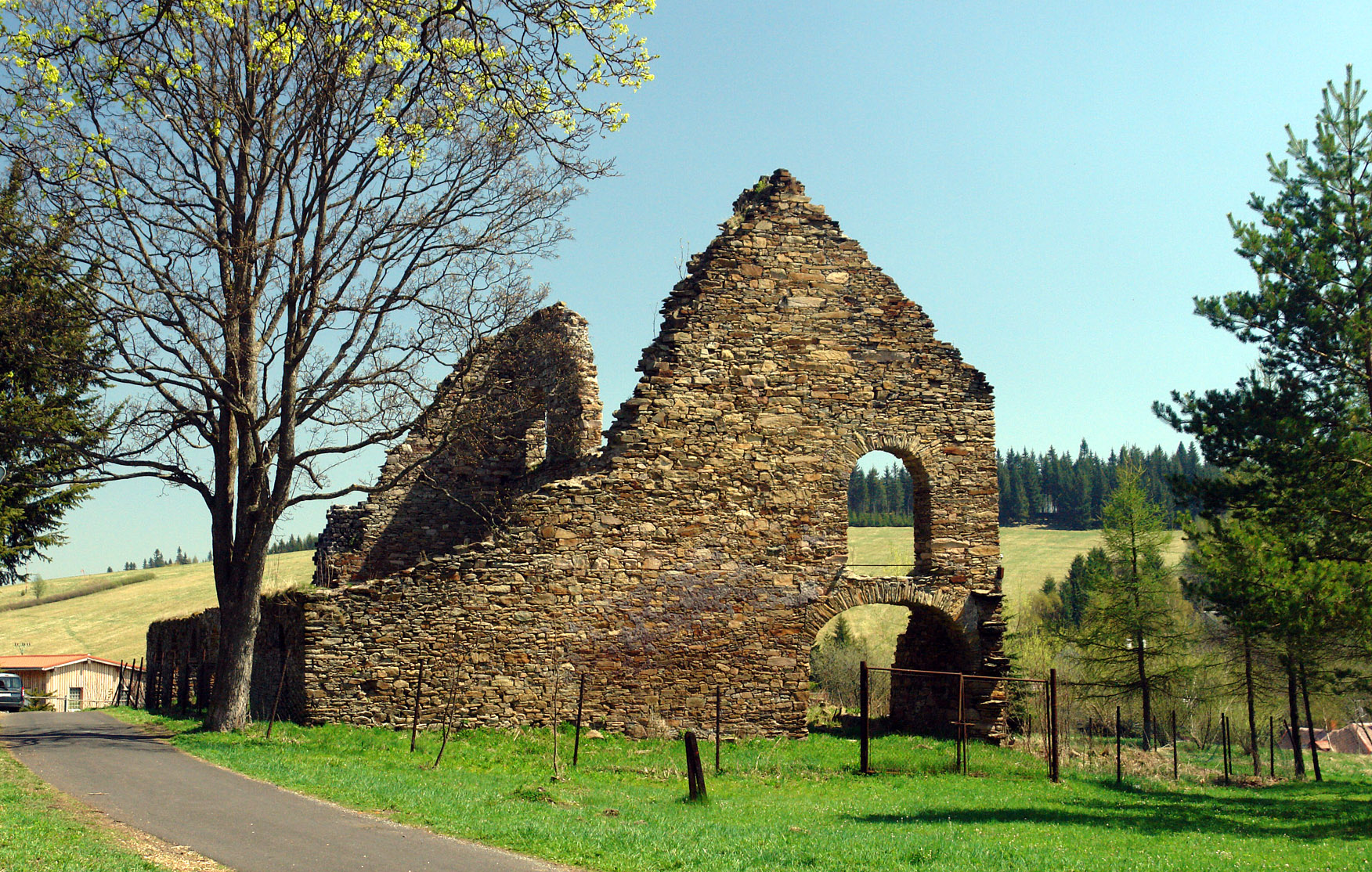
Kovářská : ruines des anciennes forges.

Seconde Guerre mondiale
- Musée de la bataille aérienne au-dessus des monts Métallifères

## Transports
Par la route, Kovářská se trouve à 17 km de Klášterec nad Ohří, à 35 km de Chomutov, à 42 km de Karlovy Vary, à 99 km d'Ústí nad Labem et à 126 km de Prague.